# Stictoptera whiteheadi
Stictoptera whiteheadi är en fjärilsart som beskrevs av W. Warren 1914. Stictoptera whiteheadi ingår i släktet Stictoptera och familjen nattflyn. Inga underarter finns listade i Catalogue of Life.